# 10770 Belo Horizonte
10770 Belo Horizonte eller 1990 VU5 är en asteroid i huvudbältet som upptäcktes den 15 november 1990 av den belgiske astronomen Eric W. Elst vid La Silla-observatoriet. Den är uppkallad efter den brasilianska staden Belo Horizonte.
Asteroiden har en diameter på ungefär 8 kilometer och den tillhör asteroidgruppen Eos.